# Salvo Coppa
Salvatore Coppa, detto Salvo (Siracusa, 4 marzo 1979), è un allenatore di pallacanestro italiano.
Attualmente ricopre l'incarico di assistant coach nella NCAA, nel college di University of Arizona. È stato il commissario tecnico della Nazionale thailandese.

## Carriera
È laureato in comunicazione e marketing presso la IULM di Milano. Ha iniziato la carriera con il padre Santino Coppa di cui è stato assistente alla Trogylos Priolo. È stato capo allenatore delle squadre under 19 e under 17 e responsabile del settore giovanile della Trogylos Priolo. È stato vicecampione regionale under-17 nel 2007. Ha vinto il campionato regionale in Sicilia nel 2008, 2009, 2010, 2011 e 2012. Ha partecipato a due finali Nazionali Categoria Under 17 nel 2009 e 2011.
Inoltre è stato capo allenatore delle giovanili della Nazionale maltese. Nel 2007 ha conquistato la prima ed unica medaglia d'oro, a livello giovanile, nella storia della federazione maltese, ai Giochi dei piccoli stati d'Europa Under-18. Con l'Under-16 femminile, ha ottenuto il quarto posto all'edizione del Principato di Monaco, tra il 14 e il 20 luglio 2008.
Nel maggio 2010 è stato scelto come capo allenatore della rappresentativa delle '94-'95 della Sicilia, una squadra formata dalle migliori ragazze del progetto Azzurrina. Le siciliane hanno vinto nello stesso mese il Trofeo delle Isole disputato nelle Azzorre.
Nel 2010-11 allena la Nuova Trogylos Priolo in Serie B2 e viene promosso in B Nazionale. Da maggio 2011 allena la Thailandia femminile, con un contratto fino al 6 dicembre dello stesso anno, per guidarla ai Giochi del Sudest Asiatico. A Novembre 2011 vince la medaglia d'oro nei Giochi del Sud - est Asiatico in Indonesia con la Nazionale Thailandese.
Contemporaneamente è nominato capoallenatore della Rainbow Catania, neopromossa in Serie B nazionale, di cui ha preso la guida al suo ritorno dalla Thailandia. «Abbiamo raggiunto traguardi importanti quest'anno con un roster giovanissimo ed abbiamo dimostrato di essere una delle squadre più forti di questo campionato», ha dichiarato verso la fine del campionato, quando ha lasciato la squadra. In seguito al contatto con Brian Agler, infatti, è stato ingaggiato come vice allenatore alle Seattle Storm. Nel 2013 comincia la carriera nella Ncaa come assistant coach di Montana State University.
Nell'aprile 2025 si trasferisce alla Southern Methodist University, sempre come assistant coach della squadra femminile.